# Монета, Джузеппе
Джузеппе Монета (итал. Giuseppe Moneta; 1754 год, Флоренция, Великое герцогство Тосканское — 19 сентября 1806 года, там же) — итальянский композитор.

## Биография
Джузеппе Монета родился во Флоренции в 1754 (по другой версии в 1761) году. О музыкальном образовании и становлении композитора ничего не известно. Известно лишь то, что он рос на вилле в Сенье, которую его семья приобрела у семьи Гвидуччи.
В феврале 1778 года в театре Санта-Мария во Флоренции дебютировал с фарсом по тексту «Семирамиды» Вольтера, название которого ныне неизвестно. Через год в феврале в церкви Святого Иоанна Богослова во Флоренции, принадлежавшей ордену пиаристов, состоялась премьера его оратории «Блудный сын».
1 июня 1779 года на сцене театра в Борго Оньиссанти во Флоренции состоялась премьера его оперы «Альпийские пастухи» (итал. I pastori delle Alpi) по либретто Антонио Паскуале Валли. В сентябре того же года и в том же театре был принят на место игрока на клавесине.

## Творческое наследие
Творческое наследие композитора включает 18 опер, 3 оратории, 6 ариетт, 2 кантаты, 5 симфоний, 6 трио для флейта и альта и 2 сонаты для скрипки.

## Видеозаписи
- Giuseppe Moneta. «Il Conte Policronio». Parte 1 — Джузеппе Монета. Опера «Граф Поликронио» (часть первая). Постановка Риккардо Чиррио с оркестром Флорентийского майского музыкального фестиваля, май 2008 года. Главные партии исполняют баритон Алессандро Луонго (граф Поликронио) и сопрано Элена Кекки-Феди (Джулия).  (итал.)
- Giuseppe Moneta. «Il Conte Policronio». Parte 2 — Джузеппе Монета. Опера «Граф Поликронио» (часть вторая). Постановка Риккардо Чиррио с оркестром Флорентийского майского музыкального фестиваля, май 2008 года. Главные партии исполняют баритон Алессандро Луонго (граф Поликронио) и сопрано Элена Кекки-Феди (Джулия).  (итал.)